# Sabulodes olifata
Sabulodes olifata là một loài bướm đêm trong họ Geometridae.